# Diplycosia microsalicifolia
Diplycosia microsalicifolia är en ljungväxtart som beskrevs av G.C.G. Argentina. Diplycosia microsalicifolia ingår i släktet Diplycosia och familjen ljungväxter. Inga underarter finns listade i Catalogue of Life.